# Акробаты с быком
Акробаты с быком — фрагмент фрески, найденный британским археологом Артуром Эвансом в начале XX века во время раскопок Кносского дворца. Датируется 1-й половиной XV в. до н. э. Экспонируется в Археологическом музее города Ираклион, большинство экспонатов которого принадлежат к Минойской цивилизации. В Кносском дворце, в так называемом Зале фресок, выставлена её копия.

## Описание
На фреске изображена таврокатапсия — ритуальные прыжки через быка. Акробаты прыгают через скачущее в галопе животное, место действия никак не обозначено. По-видимому, обряд «игр с быками» представлял собой религиозный ритуал, служивший неотъемлемой частью критского культа быка.
Нарочито удлиненная фигура быка своей массой заполняет почти всё пространство изображения — вероятно, огромные размеры животного должны были подчёркивать его божественное происхождение. Он мчится, не касаясь копытами земли, тяжело нагнув голову и выставив вперёд рога. Один из акробатов схватился за рога и собирается прыгнуть на спину быка; другой, выставив перед собой руки, готовится к сальто прямо над головой животного.
Движения акробатов отточены, боковые фигуры зрительно как бы сдерживают напор быка. Все тавромахи одеты одинаково: повязка на бёдрах, талии стянуты поясами. Подчёркнуты ширина груди, тонкость талии, гибкость их рук и ног. Художник показывает игру акробатов грациозно и непринуждённо, так, что смертельная опасность их трюков становится неочевидной. Несмотря на мощь быка, кажется, что человек победит в этой схватке. В целом, фреска воспринимается как гимн красоте и ловкости человека, торжествующего над грозной и могучей природой.
Высота реконструированной фрески — 78,2 см. Художник использовал пять красок: чёрную, белую, голубую, жёлтую и красную, они создают богатейшую цветовую палитру. Как и египетским фрескам, им свойственна условность цвета: мужские фигуры пишутся тёмной кирпично-красной краской, женские — светлой. Несмотря на отсутствие приёмов объёмно-пространственного изображения, композиция не кажется застывшей и безжизненной.